# Drabescini
Drabescini (лат.) — триба прыгающих насекомых из подсемейства цикадок Deltocephalinae (Cicadellidae). 

## Описание
Среднего и крупного размера цикадки, разнообразного цвета.
Голова равна или шире пронотума. Усики длинные, прикрепляются в верхней части головы, у антеродорсального края глаз. Макросетальная формула задних бёдер равна 2+1, 2+1+1 или 2+2+1. Латеральный край пронотума килевидный или без этого. Оцеллии развиты, крылья макроптерные.

## Систематика
Филогенетический анализ показал родства Drabescini с трибой Scaphoideini, с которой её объединяют такие признаки, как длинные усики и строение ряда AV профемура с тонкими волосковидными сетами или без сет. Ранее Drabescini сближали с Selenocephalini, объединяя их в подсемейство Selenocephalinae. Объединяет 38 родов и более 180 видов, обитающих Палеарктика, Афротропика, Ориентальная область и Австралия. 
- Подтриба Drabescina Ishihara, 1953
  - Drabescus Stål, 1870 typus
  - Rengatella Zhang & Webb, 1996[2]
- Подтриба Paraboloponina  Ishihara, 1953

- - Athysanopsis Matsumura, 1914
  - Bhatia  Distant, 1908[3]
  - Canopyana  Viraktamath & Srinivasa, 2006
  - Carvaka  Distant, 1918
  - Divus  Distant, 1908
  - Drabescoides  Kwon & Lee, 1979
  - Dryadomorpha  Kirkaldy, 1906
  - Eminea  Seven, 1997
  - Favintiga  Webb, 1981[4]
  - Halimunella  Kamitani, 2012
  - Hybrasil  Kirkaldy, 1907
  - Indokutara  Viraktamath, 1998[5]
  - Isaca  Walker, 1857
  - Jamitettix  Matsumura, 1940
  - Karoseefa  Webb, 1981[4]
  - Kotabala  Viraktamath, 1998[5]
  - Kutara  Distant, 1908
  - Megabyzus  Distant, 1908
  - Mysolis  Kirkaldy, 1904
  - Nakula  Distant, 1918
  - Nirvanguina  Zhang & Webb, 1996[2]
  - Oceanopona  Linnavuori, 1960
  - Odmiella  Linnavuori, 1978[6][7]
  - Odzalana  Linnavuori, 1969
  - Omanella  Merino, 1936
  - Parabolopona  Matsumura, 1912 typus[5]
  - Parohinka  Webb, 1981[4]
  - Rhutelorbus  Webb, 1981[4]
  - Roxasella  Merino, 1936
  - Roxasellana  Zhang & Zhang, 1998
  - Sombakidia  Zhang & Webb, 1996[2]
  - Stenomiella  evans, 1955
  - Tengatka  Zhang & Webb, 1996
  - Tenompoella  Zhang & Webb, 1996
  - Waigara  Zhang & Webb, 1996
  - Welmaya  Zhang & Webb, 1996[2]